# Принстон (Іллінойс)
Принстон (англ. Princeton) — місто (англ. city) в США, в окрузі Бюро штату Іллінойс. Населення — 7832 особи (2020).

## Географія
Принстон розташований за координатами 41°22′49″ пн. ш. 89°28′1″ зх. д. / 41.38028° пн. ш. 89.46694° зх. д. (41.380171, -89.467044).  За даними Бюро перепису населення США в 2010 році місто мало площу 19,36 км², уся площа — суходіл. В 2017 році площа становила 20,82 км², уся площа — суходіл.

## Демографія
Згідно з переписом 2010 року, у місті мешкало 7660 осіб у 3399 домогосподарствах у складі 2015 родин. Густота населення становила 396 осіб/км².  Було 3679 помешкань (190/км²).
Расовий склад населення:
| - 96,6 % — білих - 0,9 % — азіатів - 0,6 % — чорних або афроамериканців - 0,2 % — корінних американців - 0,1 % — вихідців з тихоокеанських островів |

До двох чи більше рас належало 1,1 %. Частка іспаномовних становила 2,7 % від усіх жителів.
За віковим діапазоном населення розподілялося таким чином: 21,1 % — особи молодші 18 років, 57,3 % — особи у віці 18—64 років, 21,6 % — особи у віці 65 років та старші. Медіана віку мешканця становила 44,9 року. На 100 осіб жіночої статі у місті припадало 87,2 чоловіків;  на 100 жінок у віці від 18 років та старших — 82,7 чоловіків також старших 18 років.
Середній дохід на одне домашнє господарство  становив 61 854 долари США (медіана — 44 722), а середній дохід на одну сім'ю — 77 723 долари (медіана — 65 123). Медіана доходів становила 44 492 долари для чоловіків та 33 403 долари для жінок. За межею бідності перебувало 16,5 % осіб, у тому числі 30,6 % дітей у віці до 18 років та 6,4 % осіб у віці 65 років та старших.
Цивільне працевлаштоване населення становило 3792 особи. Основні галузі зайнятості: освіта, охорона здоров'я та соціальна допомога — 25,0 %, виробництво — 16,8 %, роздрібна торгівля — 11,6 %, мистецтво, розваги та відпочинок — 10,3 %.